# ODAB-500PM
ODAB-500PM – sowiecka bomba paliwowo-powietrzna wagomiaru 500 kg. Przedstawiciel III generacji sowieckiej broni paliwowo-powietrznej. Bomba zawiera 193 kg tetranitu. Wybuch pojedynczej bomby ODAB-500PM może wyeliminować siłę żywą na obszarze 1800 m² czy samoloty na powierzchni 2600 m².